# Rage Against the Machine
Rage Against the Machine is een Amerikaanse rockband uit Los Angeles, bestaande uit rapper Zack de la Rocha, gitarist Tom Morello, bassist Tim Commerford en drummer Brad Wilk. De band was een van de eerste die de genres hardrock en rap combineerden tot rapcore.
Het debuutalbum Rage Against the Machine werd uitgebracht in 1992, met als bekendste single "Killing in the Name". Het album werd gevolgd door Evil Empire (1996) en The Battle of Los Angeles (1999). Vlak voor de uitgave van het coveralbum Renegades (2000) stapte De la Rocha uit de band. De overige leden speelden met Chris Cornell verder als Audioslave. Na het opstappen van Cornell in 2007 kwam Rage Against the Machine weer samen voor een serie reünie-concerten, waaronder Europese optredens in 2008 en 2010. In 2016 richtten Morello, Commerford en Wilk, samen met twee Public Enemy-leden (Chuck D en DJ Lord) en rapper B-real van Cypress Hill, een nieuwe band Prophets of Rage op.
De band staat bekend om hun radicaal linkse teksten en politieke acties binnen en buiten de muziek. Het merendeel van de teksten van De la Rocha gaan over politieke zaken. De bandleden keerden zich veelvuldig tegen het kapitalisme, en boden hun steun aan anarchistische en socialistische groeperingen en personen. Daarnaast steunt de muziek op de experimentele gitaargeluiden van Tom Morello.

## Geschiedenis

### 1991–1992: Formatie van band
Na het afstuderen op de Harvard-universiteit verhuisde gitarist Tom Morello in 1986 van Illinois naar Los Angeles met de gedachte beroemd te worden in een rockband. Hij voegde zich bij Lock Up, waarmee hij een album (Something Bitchin' This Way Comes uit 1989) uitbrengt. Het album werd echter een flop en de band viel uit elkaar. In zijn periode bij Lock Up ontmoette hij Brad Wilk, die zonder succes auditie deed voor de positie van drummer in Lock Up. Morello zat zonder band maar wist precies wat hij nu wilde: een band waarin hij zijn politieke ideeën kon ventileren, vergelijkbaar met The Clash en Public Enemy. Zack de la Rocha was ondertussen de frontman van Inside Out, waarmee hij de ep No Spiritual Surrender uitbracht. Daarvoor speelde hij in Hardstance en samen met bassist Tim Commerford, die De la Rocha al sinds de basisschool kende, in Juvenile Expression.
In 1990 stapte Inside Out-gitarist Victor DiCara uit de band. Even probeerde De la Rocha de overige bandleden bij elkaar te houden, maar dat mislukte. Na het uiteenvallen van Lock Up ontmoette Morello in een club De la Rocha, die op het podium stond te freestylen met enkele vrienden. De geluidsinstallatie was echter zo slecht, dat Morello de teksten niet kon verstaan. De la Rocha straalde echter een bepaalde woede uit en omdat Morello toch benieuwd was waar hij het over had, besloot hij na afloop backstage te gaan en een gesprek aan te gaan. Ze raakten aan de praat en Morello bladerde een tijdje door de notitieboekjes van De la Rocha. Daaruit bleek dat de twee dezelfde politieke ideeën hadden. Morello was onder ook de indruk van de gedichten van De la Rocha. Samen besloten ze een band te beginnen. Morello belde Wilk op om als drummer te fungeren en De la Rocha nam contact op met Commerford. Rond november 1991 werd Rage Against the Machine opgericht.
De bandleden kwamen op de naam Rage Against the Machine door De la Rocha: in zijn tijd bij Inside Out hadden zij op dat moment een lied genaamd Rage Against the Machine. Dit zou tevens de naam zijn van hun tweede album, maar het album kwam er nooit vanwege de breuk tussen de bandleden. Toen De la Rocha met Morello een nieuwe band op wilden richten, viel de keuze al snel op Rage Against the Machine. De la Rocha vertelde dat "de machine van alles kan zijn, van de politie in Los Angeles die automobilisten uit hun auto sleuren, tot moes slaan en hiermee wegkomen, tot het internationale kapitalistische mechanisme dat je tot een hersenloze plant vormt zonder echt na te denken over het systeem en van weekend naar weekend leeft."

### 1992–1993: Eerste demo en debuutalbum

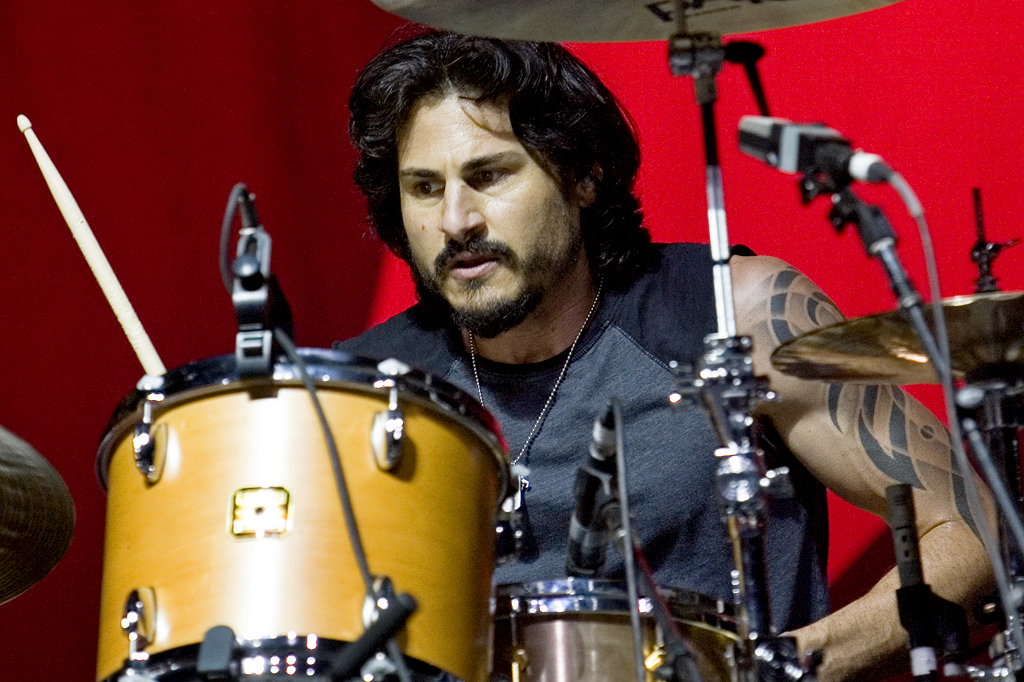
Brad Wilk

Het eerste concert dat de band speelde, was in een huiskamer in Huntington Beach, Orange County. Het huis was van een vriend van Commerford. De band speelde slechts de vijf-en-een-half nummers die zij op dat moment hadden geschreven, maar het publiek kon het zo waarderen dat ze de nummers nog een keer moesten spelen. De bandleden vonden een pakhuis en gebruikten het drie maanden lang om te oefenen. Wat de opkomst van de band goed deed, was dat er vanaf het eerste concert al interesse was van platenmaatschappijen. Omdat de bandleden vonden dat er een bepaalde chemie was tussen elkaar, maakten ze in 1992 hun eigen demo. Deze bevatte 12 nummers, waaronder "Bullet in the Head", een single die later ook een plaats op het debuutalbum kreeg. De cassette werd opgenomen voordat de nummers live werden gespeeld, zodat ze meteen tijdens concerten verspreid kon worden. In totaal werd de demo 5000 maal verkocht.
Er kwam meer aandacht voor de band, mede doordat zij het voorprogramma waren tijdens een concert van Porno for Pyros wat de doorbraak voor hen zou betekenen. De band trad op tijdens Lollapalooza II, waar ze ontdekt werden door een talentenmanager van Epic. De band tekende een contract bij de platenmaatschappij, waarbij als eis werd gesteld dat er totale vrijheid zou zijn in muziek en teksten. Epic stemde in en de band kon beginnen met het opnemen van hun eerste album, terwijl ze verdergingen met toeren. De band speelde voor het eerst in Europa toen ze samen met Suicidal Tendencies tot oktober 1992 toeren. Aan het eind van het jaar kwam het debuutalbum Rage Against the Machine uit. Het album bleef 89 weken in de Billboard Album Top 200. De toer ter promotie van het album begon en de band gaf daarin enkele benefietconcerten voor Mumia Abu-Jamal, Leonard Peltier, de Anti-Nazi League en Rock for Choice. In 1993 trad de band wederom op tijdens het Lollapalooza-festival, echter ditmaal geheel naakt en met alleen een stuk ducttape op de mond. Op het lichaam van de bandleden waren de letters P.M.R.C. geschilderd, als protest tegen censuur in de muziek.

### 1994–1997: Evil Empire
Eind 1994 werd de band onder druk gezet door Epic Records: zij vonden dat het tijd was voor een nieuw album. Er werd besloten dat de bandleden de winter door gingen brengen in een huis in Atlanta. De A&R van de band, Michael Goldstone, wilde elke afleiding van de band weghalen. Daarnaast vertelde hij dat ze een nieuw album moeten opnemen, of anders maar uit elkaar moeten gaan. In Atlanta was er veel spanning tussen de bandleden. De communicatie was slecht en ze werden het niet eens over beslissingen. Er werd elke dag gerepeteerd, maar uiteindelijk verlieten ze Atlanta na vier weken zonder één nummer. De la Rocha vluchtte naar Chiapas, en liet de andere bandleden achter. Dit hele incident zorgde ervoor dat ze meer dan vier maanden niet met elkaar speelden.
Meer succes hadden ze toen de band terugging naar Los Angeles. Ze huurden een kamer tegenover een van hun appartementen en begonnen daar met het schrijven van nummers. In januari 1996 trad de band op tijdens het Big Day Out-Festival in Australië. Materiaal van dit optreden werd gebruikt voor de videoclip van "Bulls on Parade". Eén dag voor de première van deze single verscheen de band in Saturday Night Live. Dat optreden draaide uit op een incident, nadat de band omgekeerde Amerikaanse vlaggen op de versterkers hing. Aanwezige Steve Forbes eiste echter dat de vlaggen verwijderd werden en na weigering van de band werden ze uit het pand gezet. Twee dagen na het uitbrengen van "Bulls on Parade" kwam het tweede album Evil Empire uit. Het kwam meteen op de hoogste positie binnen in de Amerikaanse albumlijsten.
Op 20 januari 1997 speelden De la Rocha en Morello in de debuutshow van Radio Free L.A., een programma (georganiseerd door Morello) dat op talloze radiostations en op het internet te horen was. Samen met de twee speelden Flea (Red Hot Chili Peppers) en Steven Perkins (Porno for Pyros). Daarnaast werden politieke figuren geïnterviewd en werden er kwesties besproken. In de zomer van 1997 ging de groep op tournee met de hiphoppers van Wu-Tang Clan, wat de meest bezochte toer van het jaar werd. Ook bleef de band politiek actief, met als opmerkelijkste feiten een optreden op het benefietconcert voor de ter dood veroordeelde Mumia Abu-Jamal en het openlijk sympathiseren met de Peruaanse communistische guerrillabeweging Lichtend Pad (Sendero Luminoso) die door onder meer de Europese Unie als terroristisch wordt beschouwd.

### 1998–2000: The Battle of Los Angeles en Renegades
In februari 1998 nam de band "No Shelter" op, een single die later op de soundtrack van Godzilla terecht zou komen. Het schrijven van de overige nummers voor het derde album begon in mei 1998. Na de uitgave van "No Shelter" wilden Morello, Commerford en Wilk meteen doorgaan met het opnemen van nieuwe nummers. De la Rocha stond daar eerst negatief over maar om een nieuw 'Atlanta' te voorkomen, stemde hij in. Op 1 september 1998 dook de band de studio's in, om binnen een maand klaar te zijn. De band ging in 1999 voor het eerst in anderhalf jaar weer op toer, waarbij ze ook Woodstock 1999 aan deden. In november 1999, een dag voor het uitbrengen van het derde album The Battle of Los Angeles, werd manager Bridgette Wright ontslagen. De band kreeg later nog meer problemen met managers, met als gevolg dat Gary Gersh en John Silva in 2000 werden ontslagen. The Battle of Los Angeles bereikte de nummer één-positie en werd dubbel-platina. Ook speelde de band in Mexico-Stad, waarvan later de dvd The Battle of Mexico City uit zou komen.
De band organiseerde in 2000 samen met Beastie Boys en Busta Rhymes de Rhyme and Reason Tour, die werd afgelast nadat drummer Mike D gewond raakte tijdens een fiets-incident. Er kwamen plannen om een album met uitsluitend covers uit te brengen. Dit album zou dan worden geproduceerd door Rick Rubin. De nummers werden opgenomen, maar er gingen geruchten rond dat De la Rocha niet wilde dat deze plaat uitgebracht werd. Spanningen tussen de bandleden groeiden en een ander incident wekte de woede van De la Rocha: tijdens de MTV Video Music Awards van 2000 zorgde Tim Commerford voor het meest spraakmakende moment van de avond door een vijf meter hoge stelling op het podium te beklimmen tijdens de Best Video Award-uitreiking. De la Rocha vertrok onmiddellijk uit de zaal om zijn ongenoegen over Commerford te uiten. Commerford en zijn bodyguard moesten één nacht in de cel doorbrengen. Zijn aanklachten werden geseponeerd nadat hij schuld bekende voor de incidenten. In september 2000 werd er aan de media verteld dat de relatie tussen de bandleden nog goed was. Op 18 oktober verklaarde De la Rocha echter dat hij Rage Against the Machine ging verlaten.

Ik denk dat het nu noodzakelijk is om Rage te verlaten omdat het maken van beslissingen in de band gefaald heeft. De belangen liggen niet langer in de band, en vanuit mijn perspectief gaat dat ten koste van de creativiteit en politieke idealen. Ik ben enorm trots op ons werk, zowel als activisten als muzikanten. Daarbij ben ik ook trots en dankbaar voor iedereen die solidair met ons was en deze geweldige ervaring met ons heeft gedeeld.
— Zack de la Rocha

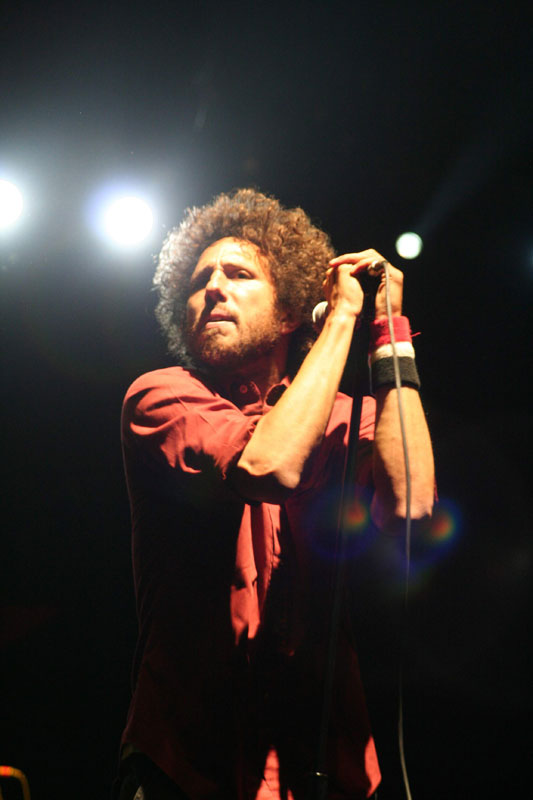
Zack de la Rocha

De opsplitsing was een bevestiging voor wat fans al dachten: er was geen goede relatie meer tussen De la Rocha en de overige bandleden. De (voorlopig) laatste twee concerten van de band werden gehouden op 12 en 13 september. Beelden daarvan zijn te zien op de dvd Live at the Grand Olympic Auditorium, die in 2003 werd uitgebracht. Op 5 december kwam Renegades uit, die twee singles voortbracht: "Renegades of Funk" en "How I Could Just Kill A Man".

### 2000–2007: Solocarrière en Audioslave
Geruchten gingen in de pers dat na de opsplitsing er geen goede relatie zou zijn tussen de bandleden. Zij ontkenden dit echter. Commerford beweerde dat hij en De la Rocha vaak samen gingen surfen, terwijl Morello ook contact met hem onderhield. De la Rocha begon aan een solo-album te werken, maar liet dit schieten nadat hij samen met Trent Reznor van Nine Inch Nails kon werken. Samen namen zij een album op, maar dit werd nooit uitgebracht. Samen met DJ Shadow bracht De la Rocha in 2003 de single "March of Death" uit. Dit was een protest tegen de Irakoorlog en was gratis te downloaden van het internet.
Na het vertrek van Zack de la Rocha wilden de overige bandleden een nieuwe leadzanger voor de band zoeken. De namen van Rey Oropeza, B-Real en Chuck D werden genoemd. Uiteindelijk besloten de bandleden Rage Against the Machine achter zich te laten. Rick Rubin stelden de drie voor aan ex-Soundgarden-frontman Chris Cornell. Ze speelden samen een sessie en besloten daarna een album op te nemen en te kijken waar het schip zou stranden. De nieuwe band, genaamd Audioslave, schreef ongeveer 20 nummers. Eén daarvan, "Cochise", werd de eerste single. Het debuutalbum Audioslave werd op 19 november 2002 uitgebracht en werd driemaal platina. Tijdens concerten van Audioslave werden regelmatig nummers van Soundgarden en Rage Against the Machine gespeeld, zoals "Bulls on Parade", "Killing in the Name" en "Sleep Now in the Fire".
Een nieuwe mijlpaal bereikte de band op 31 mei 2005, toen ze als eerste Amerikaanse rockband in Cuba speelden. Het tweede album Out of Exile kwam op 24 mei 2005 uit. De band ging veelvuldig toeren, waaronder op Live 8 (Berlijn). Ruim een jaar na het tweede album kwam Revelations uit. Na het uitbrengen van dit album werd er niet getoerd. Chris Cornell begon zich op zijn solocarrière te richten. Tom Morello creëerde een alias, The Nightwatchman, waarmee hij politiek gerichte folkmuziek ging maken. Zijn eerste soloalbum One Man Revolution kwam op 24 april 2007 uit. Datzelfde jaar hield Morello veelvuldig concerten, zoals op Pinkpop 2007. Op 15 februari maakte Cornell bekend dat hij uit Audioslave stapte, waarmee hij het einde van de band tekende.

### 2007–2011: Reünies

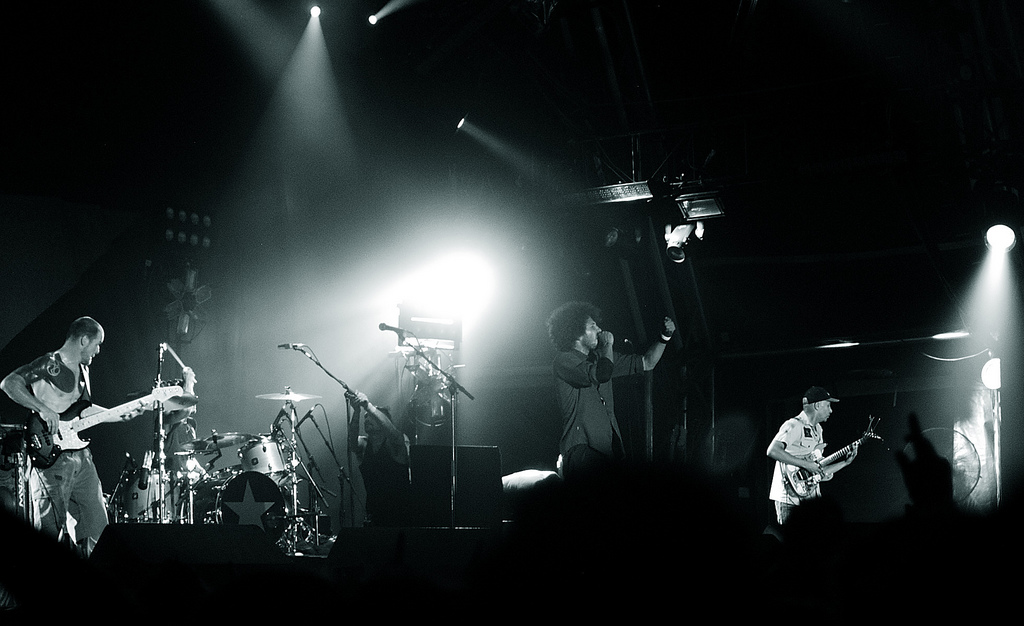
Rage Against the Machine op het Big Day Out Festival in 2008

Nog voordat Audioslave ophield met bestaan, kwamen er in januari 2007 berichten dat Rage Against the Machine bij elkaar zou komen voor een reünie-concert op het Coachella Valley Music and Arts Festival in Californië. Enkele dagen later werd door de officiële website bevestigd dat zij op 29 april 2007 gingen optreden als festival-afsluiter. Morello vertelde in de media dat de reünie vooral een politieke achtergrond had: de Verenigde Staten waren in zijn ogen te veel in handen van rechtse politici gevallen. Vermoedens over een definitieve terugkeer van Rage Against the Machine werden sterker toen Chris Cornell besloot uit Audioslave te stappen.
Op 14 april, twee weken voor Coachella, gaven De la Rocha en Morello een kort akoestisch optreden in Chicago. Op dat moment was er een protest gaande voor rechten in de fastfood-industrie. Later werden er nog drie optredens gepland op het Rock The Bells Festival, dat plaatsvond in New York en Californië). Daar traden zij samen met de Wu-Tang Clan op. De band noemde deze concerten een protest tegen de regering-Bush. Tijdens het Coachella-concert speelde de band het nummer Wake Up, met een tirade van Zack de la Rocha in de richting van de Amerikaanse regering. Hij verklaarde dat "als de Amerikaanse presidenten dezelfde straffen zouden krijgen als de nazi's na de Tweede Wereldoorlog, zou elke president vanaf Truman opgehangen en gefusilleerd moeten worden zoals elke oorlogsmisdadiger verdient. Het huidige kabinet is daar geen uitzondering op." De teksten van De la Rocha zorgden voor grote consternatie in de media en het publiek.
Op 24 augustus speelde de band voor het eerst in zeven jaar een eigen concert in East Troy, Wisconsin met Queens of the Stone Age als voorprogramma. In 2008 ging de band door met toeren: in januari en februari werden enkele concerten gehouden in Japan en Australië. Gaandeweg werden er ook optredens in Europa bevestigd. Op 30 mei trapte Rage Against the Machine deze Europese toer af op het Electric Festival in Getafe, twee dagen later gevolgd door een plek als headliner op Pinkpop 2008. Die zomer werden ook onder andere het Rock am Ring- en Rock im Park festival en de Reading en Leeds Festivals aangedaan. Ook werden er eigen concerten gehouden, zoals op 2 juni in het Sportpaleis in Antwerpen. Geruchten over nieuw materiaal werd in december door Morello ontkend: "Daar zijn nu geen plannen voor. De optredens van de laatste anderhalf jaar waren geweldig en ik zie geen reden om niet nog meer optredens te geven. Het punt is dat elke dag maar een bepaald aantal muzikale uren heeft en die van mij zijn momenteel erg bezet."
Vlak voor de kerst van 2009 werd er in het Verenigd Koninkrijk op het internet een campagne georganiseerd om "Killing in the Name" als 'Christmas Number One' in de UK Singles Chart te krijgen. Dit om te voorkomen dat er voor het vijfde opeenvolgende jaar een X Factor-winnaar op één zou belandden (in dit geval Joe McEldery). Op 20 december behaalde het nummer inderdaad de toppositie door de verkoop van 500.000 singles. Om de Engelse fans te bedanken hield de band in juni een gratis optreden in het Londense Finsbury Park. Ook verscheen Rage Against the Machine in dezelfde maand op Rock am Ring en Rock im Park en stonden ze in 2008 op Pinkpop.

## Stijl

### Invloeden en technieken
Rage Against the Machine was een van de eerste bands die de genres hardrock en rap combineerden tot rapcore. De la Rocha luisterde in zijn jeugd veel naar de Sex Pistols en Bad Religion. Deze artiesten waren voor hem een reden om gitaar te gaan spelen. Naarmate De la Rocha ouder werd, ging hij zich meer interesseren de hardcore punk van Minor Threat, Bad Brains en Teen Idles. Morello speelde als kind al gitaar omdat hij een nummer van KISS na wilde spelen, maar begon pas serieus te oefenen nadat hij Sex Pistols beluisterde. Commerford werd in zijn jeugd vooral beïnvloed door hiphop en jazz. Zijn favoriete artiesten waren Cypress Hill en N.W.A. Wilk had als grootste invloeden Led Zeppelin (en dan met name drummer John Bonham), James Brown, George Clinton en Sex Pistols. Een van de artiesten die de weg plaveiden voor de band was het Nederlandse Urban Dance Squad. Het debuutalbum Rage Against the Machine was dan ook een combinatie tussen rap, hardcore, jazz en funk. Volgens Rolling Stone legde Rage Against the Machine "de fundamenten voor de agressieve rock en rap-combinatie en ging daarmee eind jaren 90 de strijd aan met tienermuziek en hip-hop." Daaruit vloeiden bands als Korn en Limp Bizkit. Ook Muse heeft verklaard Rage Against the Machine als invloed te hebben, met zanger/gitarist Matt Bellamy die Rage Against the Machine zijn favoriete band noemt en Tom Morello als inspiratie heeft. Bellamy’s gitaarstijl is te vergelijken met die van Morello. Hij verklaarde daarop dat Bellamy slechts een van de twee moderne gitaristen is die hij ook maar enigszins interessant vond.

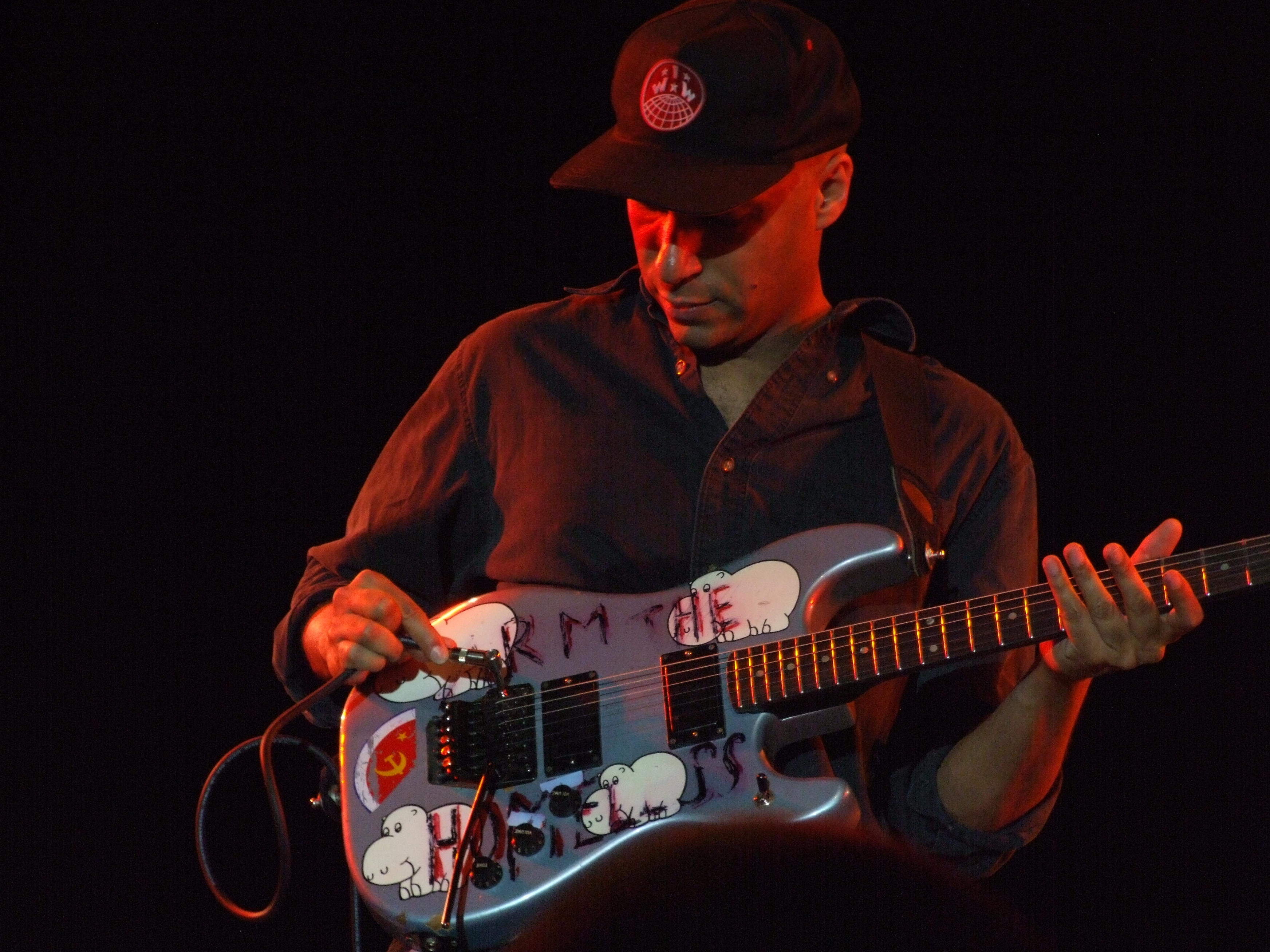
Een van Morello's technieken is het strijken van de audio-plug van zijn gitaar over de snaren

Tom Morello is het meest bekend geworden dankzij zijn unieke gitaarwerk. Het blad Rolling Stone plaatste Morello op plaats 26 in de lijst van 100 beste gitaristen aller tijden. Zijn muziek bestaat uit een groot aantal geluiden waarvan de meeste door Morello zelf zijn verzonnen. Hij maakte deze geluiden door zelf met de elektronica in zijn gitaren te spelen of door bepaalde effecten te combineren. Zijn bekendste effectpedaal is de Digitech Whammy, daarmee kan je een of twee octaven boven of onder de gespeelde noot krijgen. Hierdoor krijg je een beetje fluitgeluid soms. In solo's van Know your Enemy zijn de bijgevoegde noten goed te horen. Ook zijn killswitch-effect is erg bekend. Dat doet Morello door steeds te wisselen tussen een gitaarelement dat het volume op nul heeft waardoor je niks hoort, en een andere element dat het volume op 10 heeft. Hiermee heeft hij onder andere het bekende 'DJ'-geluid geproduceerd, en kan hij de solo van onder andere "Bullet in the Head" en "Sleep Now In The Fire" spelen. Morello's meest bekende gitaar is de Arm the Homeless-gitaar. Andere gitaren die hij gebruikt zijn de Soul Power- en de Sendero Luminoso-gitaar. Een van de kenmerken van de band is dat ze geen samples, keyboards en synthesizers gebruikt. Dit staat ook vermeld op de albums.

### Optredens
Rage Against the Machine begon te toeren in 1992, het jaar waarop hun debuutalbum verscheen. Zij kregen meteen een reputatie van explosieve liveband. In mei 1993 stond de band voor het eerst in Nederland als vervanger van Alice in Chains op het Pinkpop Festival. Jan Douwe Kroeske vertelde zijn ervaringen in OOR: "Het was alsof er een rotje implodeert: ineens moest alles los bij die jongens. Alles wat er aan het optreden voorafging beschouwde de band als saai en overbodig; in één klap werd al die energie op dat veld losgelaten."
Het podium van Rage Against the Machine werd altijd gedecoreerd met eigen materiaal. Zo was vaak de EZLN-vlag te zien op de achtergrond. Ook werd als protest tegen de Amerikaanse regering een omgekeerde vlag van de Verenigde Staten opgehangen. Tijdens Woodstock '99 stak De la Rocha na "Killing in the Name" de vlag voor 200.000 toeschouwers in brand.
De setlist van de band bestond meestal uit nummers van hun eerste drie albums, later soms aangevuld met "Renegades of Funk" en "How I Could Just Kill A Man" van Renegades. Af en toe werd er ook een cover gespeeld; in de reünie-toer in 2008 speelde de band een versie van "Clampdown", een nummer van The Clash. Nummers als "Freedom", "Bulls on Parade" en "Killing in the Name" werden vrijwel altijd tijdens optredens gespeeld. In de latere jaren was "Killing in the Name" zonder uitzondering het laatste nummer. De la Rocha probeerde vaak tijdens nummers ruimte te maken om een speech over zijn politieke idealen te geven. Dit gebeurde meestal tijdens "Wake Up". Tijdens de reünie-toer in 2008 verschenen de bandleden enkele malen op het podium met oranje overalls en een zwarte zak over hun hoofden, vergelijkbaar met de kleding van Guantánamo Bay-gevangenen. Op de Reading) en Leeds-festivals speelden zij hun eerste nummer "Bombtrack" in dit kostuum, om daarna in normale kleding verder te spelen. Een ander terugkerend ritueel in de reünie-toer was het afspelen van De Internationale, een strijdlied en kenmerk van socialisme.

## Politieke boodschap

### Teksten
Rage Against the Machine heeft in de jaren 90 een reputatie opgebouwd als controversiële band qua politieke acties. De band staat bekend om zijn socialistische stellingnames en acties. Daarmee hebben ze zich meerdere malen tegen de Amerikaanse regering gekeerd. De band is echter niet tegen de Verenigde Staten, zoals Morello vermeldt: "Ik ben er enorm trots op dat ik Amerikaan ben. Ik ben van mening dat wat de Amerikaanse corporate-controlled regering doet, schaamteloos is. Maar in de V.S. is er een strijdvaardige cultuur aanwezig waar ik graag bij wil horen. (...) Er is zoveel waar een Amerikaan trots op kan zijn, maar waar hij niets van af weet. De moed en de durf die de vakbondsleiders rond 1900 hadden, is bewonderenswaardig. Er waren mensen die overzee werden gestuurd en vochten voor Uncle Sams Wall Street-oorlogen... maar deze mensen wisten waar ze voor vochten. Dat is moed."
De la Rocha is verantwoordelijk voor de teksten van de nummers. Zijn teksten behandelen altijd politieke zaken zoals racisme, onderdrukking en armoede. De single "Killing in the Name" gaat over het racisme in politiekorpsen. De zin Some of those that work forces are the same that burn crosses vergelijkt De la Rocha politieagenten ("forces") met leden van de Ku Klux Klan ("burn crosses"). De la Rocha neemt het in zijn teksten vaak op voor de armere delen van de Verenigde Staten en Mexico. "Down Rodeo" behandelt de verschillen tussen arm en rijk in de V.S. en wat de gevolgen zouden zijn als de armen in opstand zouden komen. De tekst van "Sleep Now in the Fire" gaan vermoedelijk over hebberigheid. Daarbij doelen ze onder andere op de kolonisatie van de Spanjaarden in de Verenigde Staten en de slavernij in de 19e eeuw. Ook levert de band kritiek op enkele acties van de Amerikaanse regering door de jaren heen, zoals de atoombom op Hiroshima en het gebruik van Agent Orange in de Vietnamoorlog. Ook heeft Rage Against the Machine meermaals kritiek geuit op de Amerikaanse regering. Het George W. Bush-kabinet was zelfs een reden voor de band om een reünie te houden. Deze kritiek is onder andere te horen in "Bullet in the Head", waarin De la Rocha beweert dat de Amerikaanse regering de bevolking onder controle houdt door manipulatie van de media. "Guerrilla Radio" gaat over de presidentsverkiezingen van de Verenigde Staten in 2000 tussen George W. Bush en Al Gore. Het is ook een uitspraak over de democratie in de Verenigde Staten, die te verwaarlozen zou zijn.

### Steun

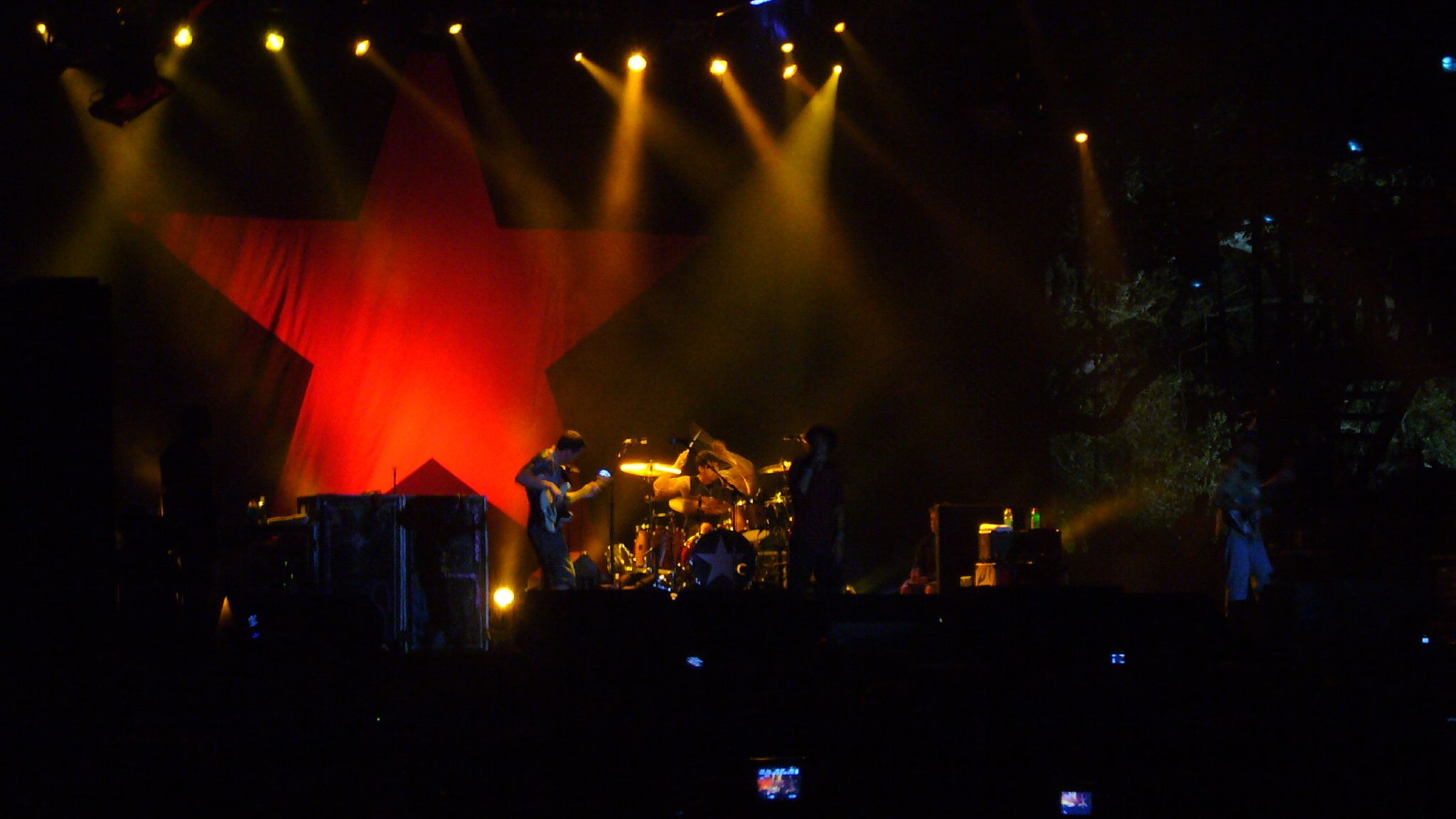
Een RATM-concert in New Orleans, waarbij de EZLN-vlag op de achtergrond zichtbaar is.

In "Voice of the Voiceless", "Guerrilla Radio" en de videoclip van "Renagedes of Funk" maakt de band referenties naar Mumia Abu-Jamal, een Black Panther-activist die ervan beschuldigd wordt in 1981 een politieagent doodgeschoten te hebben. Hij zit momenteel een nog onbepaalde gevangenisstraf uit. In januari 1999 organiseert Rage Against the Machine een benefietconcert voor Abu-Jamal. Er was veel mediabelangstelling voor het evenement en even was er twijfel of het concert doorgang kon vinden, maar uiteindelijk werd er toestemming gegeven. Artiesten zoals Black Star, Bad Religion en de Beastie Boys kwamen een optreden geven. Op 12 april ging De la Rocha naar Genève om te protesteren voor het gebouw van de Verenigde Naties. Op 24 april 1999 werden er in verschillende internationale steden protesten gehouden voor Abu-Jamal. In Philadelphia waren Zack de la Rocha en Tom Morello ook aanwezig. In de lijst van boeken die de band aanraadt in het boekje van Evil Empire staan twee boeken van Mumia Abu-Jamal: International Terrorism and the CIA en Live From Death Row. Op 15 januari 1997 schreef Abu-Jamal vanuit de gevangenis een brief naar Rage Against the Machine en andere mensen die hem gesteund hebben.
De band, en vooral De la Rocha, steunt de EZLN, het Zapatistisch Nationaal Bevrijdingsleger. De la Rocha, zelf half Mexicaans, is viermaal naar Chiapas afgereisd om de EZLN te helpen in hun strijd. Zijn eerste keer was met een observatieteam dat moest onderhandelen tussen de EZLN en de Mexicaanse regering. De onderhandelingen liepen echter uit de hand en De la Rocha en het team moesten een menselijk schild vormen om een confrontatie te voorkomen. Zijn tweede reis, in 1996, was naar vredeskampen in La Garrucha. Datzelfde jaar nog ging hij wederom terug om studenten, muzikanten en activisten uit Los Angeles Chiapas te laten zien. De nummers "Wind Below", "Without A Face", "Calm Like a Bomb", "War Within a Breath" and "Maria" behandelen het onderwerp. Een andere groepering waar de band voor streed was Communistische Partij van Peru (ook wel Lichtend Pad), wat te zien is in de videoclip van "Bombtrack". Ook in "People of the Sun" geeft de band haar steun aan de EZLN. Ook behandelt dit nummer onderwerpen als de vernietiging van het Azteekse Rijk door de Spanjaarden en de Zoot Suit Riots in 1943, die in Los Angeles plaatsvonden.
Tijdens concerten van Rage Against the Machine zei De la Rocha vaak voor aanvang van het nummer Freedom: "Het duurt al 20 jaar, er is geen bewijs en hij zit nog steeds gevangen." Dit riep hij om aandacht te vragen voor Leonard Peltier, een lid van de American Indian Movement die veroordeeld werd na een schietpartij op het Pine Ridge Indian Reservation, waarbij twee FBI-agenten gedood werden. Peltier kreeg tweemaal levenslang opgelegd. Er is twijfel of het proces eerlijk is verlopen en of Peltier niet een politieke gevangene is, zoals Amnesty International aangeeft. Ook Nelson Mandela en het Europees Parlement staan achter Peltier. Sinds 6 februari 1976 zit hij in de gevangenis. De videoclip van "Freedom" bevat het gehele verhaal van Peltier. Op het Woodstock-festival in 1999 riep De la Rocha ook op om te strijden voor de vrijheid van Peltier.

### 2000 Democratic National Convention

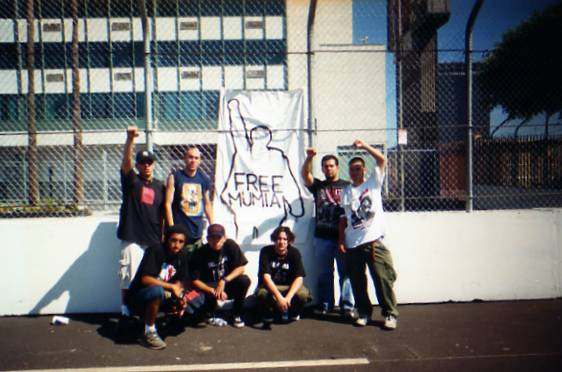
RATM-fans protesteren voor de Democratic National Convention in 2000 voor Abu-Jamal.